# Роско (Іллінойс)
Роско (англ. Roscoe) — селище (англ. village) в США, в окрузі Віннебаґо штату Іллінойс. Населення — 10 983 особи (2020).

## Географія
Роско розташоване за координатами 42°25′32″ пн. ш. 89°0′34″ зх. д. / 42.42556° пн. ш. 89.00944° зх. д. (42.425570, -89.009467).  За даними Бюро перепису населення США в 2010 році селище мало площу 27,03 км², з яких 26,83 км² — суходіл та 0,20 км² — водойми.

## Демографія
Згідно з переписом 2010 року, у селищі мешкало 10 785 осіб у 3868 домогосподарствах у складі 2937 родин. Густота населення становила 399 осіб/км².  Було 4172 помешкання (154/км²).
Расовий склад населення:
| - 91,2 % — білих - 3,1 % — чорних або афроамериканців - 2,1 % — азіатів - 0,1 % — корінних американців - 1,5 % — осіб інших рас |

До двох чи більше рас належало 2,0 %. Частка іспаномовних становила 4,6 % від усіх жителів.
За віковим діапазоном населення розподілялося таким чином: 30,4 % — особи молодші 18 років, 61,1 % — особи у віці 18—64 років, 8,5 % — особи у віці 65 років та старші. Медіана віку мешканця становила 35,4 року. На 100 осіб жіночої статі у селищі припадало 96,6 чоловіків;  на 100 жінок у віці від 18 років та старших — 94,9 чоловіків також старших 18 років.
Середній дохід на одне домашнє господарство  становив 81 186 доларів США (медіана — 74 093), а середній дохід на одну сім'ю — 89 804 долари (медіана — 81 488). Медіана доходів становила 64 481 долар для чоловіків та 40 920 доларів для жінок. За межею бідності перебувало 6,3 % осіб, у тому числі 9,2 % дітей у віці до 18 років та 5,1 % осіб у віці 65 років та старших.
Цивільне працевлаштоване населення становило 5396 осіб. Основні галузі зайнятості: освіта, охорона здоров'я та соціальна допомога — 24,2 %, виробництво — 20,3 %, роздрібна торгівля — 11,8 %, науковці, спеціалісти, менеджери — 6,6 %.